# 金曲獎
金曲獎是臺灣規模最大的音樂獎，也是華人世界最具備聲譽以及影響力的音樂產業獎勵活動，擁有「大中華區域葛萊美獎」的美譽，與金鐘獎、金馬獎並列為代表臺灣音樂、電視、電影三個領域的文化娛樂獎項，合稱為「三金」；於1990年首次舉辦，每年頒發一次，為臺灣歷史最悠久的音樂業界盛事。現今的金曲獎分為兩大分支，分別為獎勵流行音樂的「金曲獎」、以及獎勵傳統與藝術音樂及戲曲表演的「傳藝金曲獎」，兩者分開舉辦頒獎典禮；狹義的「金曲獎」指前者，即「流行音樂金曲獎」。金曲獎由文化部影視及流行音樂產業局主辦，傳藝金曲獎則由國立傳統藝術中心主辦。

## 歷史沿革
1980年代，中華民國政府對臺灣音樂業者的官方獎項包括針對出版品的金鼎獎唱片類獎項，歌手個人獎項則有電視金鐘獎頒發的歌星演員獎，但尚未有專門籌設的音樂獎。歌手蔡琴曾於1982年提筆寫八頁長信，寄給當時的行政院新聞局（下稱新聞局）局長宋楚瑜，建議台灣應該要有一個專門為歌手舉辦的大型音樂獎。1986年，行政院新聞局廣播電視事業處（下稱新聞局廣電處）開辦「好歌大家唱」活動，目的是為徵選優良詞曲創作來激勵臺灣音樂市場與音樂人，該活動在舉辦三年後進一步擴大。

### 新聞局時期
行政院新聞局廣電處於1988年底正式籌辦「金曲獎」，並與唱片業者與音樂界從業人員訂定了《金曲獎獎勵要點》。首屆金曲獎共設11個獎項（最佳年度歌曲獎、最佳作詞人獎、最佳作曲人獎、最佳編曲人獎、最佳單曲歌唱錄影帶影片獎、最佳單曲歌唱錄影帶導演獎、最佳男演唱人獎、最佳女演唱人獎、最佳演唱組獎、新人獎、特別獎），並於1989年8月開放給在臺灣地區有居所，並有半年居住事實的中華民國國民和香港居民報名。當時因預定的頒獎典禮場地國立國父紀念館在進行整修，入圍名單於1989年9月揭曉後，頒獎典禮待整修完畢才於1990年1月6日舉辦。每位入圍者即獲頒獎牌一面，獲獎者則另獲頒金曲獎獎座。獎座以造型近似「曲」字的排簫為靈感，並將其置於象徵圓滿成功的圓圈內作為設計。同年10月舉辦的第2屆金曲獎增設專輯、專輯製作人以及錄音獎項，第3屆將演奏專輯獨立設獎，並開始按國語（華語）以及台語等方言分設獎項。
1995年4月，金曲獎主辦業務移轉至新聞局出版處。因金曲獎與出版處主辦的「金鼎獎」唱片獎項性質雷同，且當時適逢金鼎獎舉辦期間，因此同年金曲獎報名時間延至同年年底，頒獎典禮則延至翌年舉行。1996年第7屆金曲獎落幕後，新聞局出版處提出音樂獎項合併方案，並比照同年金馬獎邀請華語電影參賽的模式，將金曲獎擴大為所有華語音樂都能參與的跨國性音樂獎項。1997年金鼎獎唱片獎項正式自第8屆金曲獎起併入金曲獎，同時金曲獎增設傳統音樂及藝術音樂獎項；同年參賽國籍限制放寬，以增設獨立獎項方式，開放中國大陸及其它國家的華人報名。1998年第9屆金曲獎再取消個人獎項的國籍限制，只要作品於臺灣地區首次發行者均可報名參選，並增設獎金（出版獎獎項獲獎者獎勵新臺幣15萬元、個人獎獎項則獎勵新臺幣10萬元）；TVBS-G取得該屆金曲獎頒獎典禮的轉播權，不僅成為臺灣首家取得大型頒獎典禮轉播權的有線電視台，也首度將頒獎典禮改為現場直播的方式播出；該屆金曲獎報名件數首度突破千件，報名件數後續也出現大幅成長。
因應前一屆出現流行樂團包辦最佳演唱團體獎全部入圍名額的狀況，新聞局在2001年（第12屆）將原獎項拆分為重唱組合及樂團兩獎項，並將金曲獎頒獎典禮不再侷限於臺北而改在高雄舉行。2003年第14屆金曲獎為鼓勵介於古典和流行之間的跨界作品而增設「最佳跨界音樂專輯獎」，並為呈現客語及原住民語音樂多元發展而將「最佳方言男演唱人」和「最佳方言女演唱人」兩個獎項細分為「最佳台語男演唱人」、「最佳台語女演唱人」、「最佳客語演唱人」和「最佳原住民語演唱人」四個獎項。2005年第16屆金曲獎將流行類演唱專輯獎和新人獎分別按語言劃分為國語、台語、客語和原住民語四個獎項；但新人獎因參選作品較少，隔年便重新合併成單一獎項。2007年（第18屆）起將傳統暨藝術音樂類與流行音樂類獎項分開舉辦頒獎典禮，並增設「評審團獎」以獎勵未能入圍但具有特色的優秀報名作品；流行音樂類獎項也分為「演唱類」和「演奏類」，並調整製作人獎項。2008年，第19屆金曲獎的總報名件數達到一萬件。

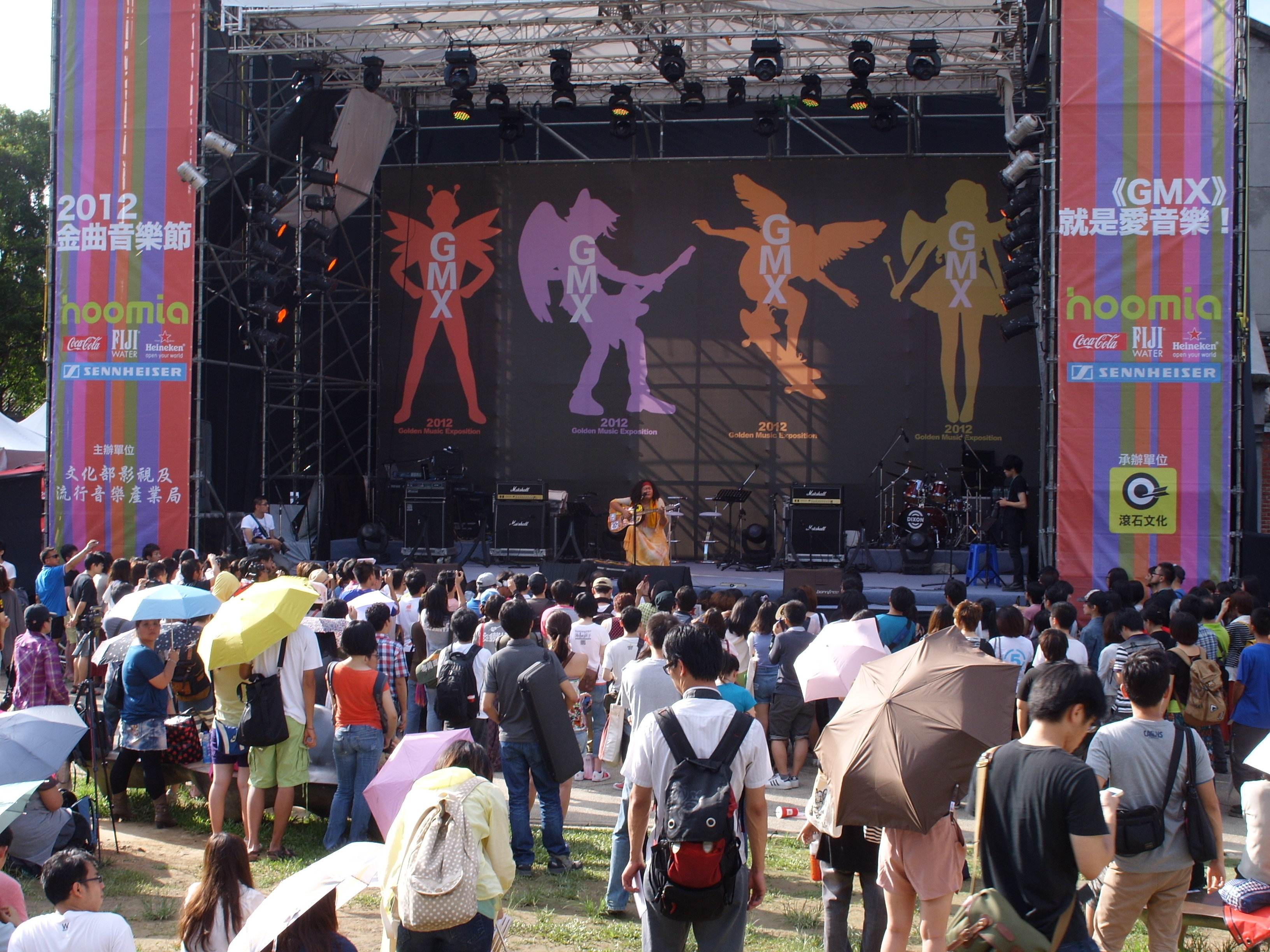
2012年金曲音樂節活動現場

2010年第21屆金曲獎起，為推動音樂出版產業發展，金曲獎增設技術類的「最佳專輯包裝獎」；同年於臺北市華山文化園區舉辦結合戶外演唱、產業展示、論壇研討的「金曲音樂週」大型活動，之後該活動固定於金曲獎頒獎典禮前舉辦，並由民間業者參與承辦。

### 文化部時期
2012年隨著新聞局裁併與文化部成立後，第23屆金曲獎的主辦業務併入文化部影視及流行音樂產業局。文化部在舉辦兩屆金曲獎頒獎典禮後，於2014年將金曲獎傳藝類獎項移交國立傳統藝術中心主辦。傳藝金曲獎自此由出版類17個獎項重新調整為出版與戲曲表演兩大類獎項，並採用新的獎項標誌。
2015年第26屆金曲獎為鼓勵出版業者錄製優良之錄音專輯並表揚幕後優秀之錄音、混音及後製等工作人員，增設「最佳演唱錄音專輯獎」與「最佳演奏錄音專輯獎」。2016年首度開放僅作數位發行之單曲作品報名最佳年度歌曲獎。2017年全面開放數位發行之作品參賽，不再限制僅能以CD規格報名，同時為促使金曲獎朝向以音樂本質作為競賽基礎之發展，經參考葛萊美獎獎項設置方式，演唱類除保留按語言劃分的四項專輯獎之外另設「年度專輯獎」。2021年再將各項“國語”獎項更名為“華語”。目前，金曲獎為臺灣規模最大的音樂獎，單屆流行音樂獎項的總報名件數可達兩萬件，頒獎典禮的現場直播收視率也常常是臺灣當日電視收視最高，甚至位居全年收視前列，具有極高的關注度。
金曲獎開辦至今，單張專輯入圍紀錄為周杰倫的《范特西》（第13屆）、張惠妹的《阿密特》（第21屆）、蔡依林的《呸》（含第26屆及第27屆）和徐佳瑩的《給》（含第33屆及第34屆）入圍10項。單張專輯獲獎紀錄則為五月天的《第二人生》獲獎7項（含第23屆及第24屆；單屆獲獎紀錄含第21屆張惠妹的《阿密特》6項）。

## 獎項類別

### 金曲獎
現行獎項依《金曲獎獎勵要點》頒發。
| 類別            | 獎項               |
| --------------- | ------------------ |
| 演唱類 – 出版獎 | 年度專輯獎         |
| 演唱類 – 出版獎 | 年度歌曲獎         |
| 演唱類 – 出版獎 | 最佳華語專輯獎     |
| 演唱類 – 出版獎 | 最佳台語專輯獎     |
| 演唱類 – 出版獎 | 最佳客語專輯獎     |
| 演唱類 – 出版獎 | 最佳原住民語專輯獎 |
| 演唱類 – 個人獎 | 最佳作曲人獎       |
| 演唱類 – 個人獎 | 最佳作詞人獎       |
| 演唱類 – 個人獎 | 最佳編曲人獎       |
| 演唱類 – 個人獎 | 最佳專輯製作人獎   |
| 演唱類 – 個人獎 | 最佳單曲製作人獎   |
| 演唱類 – 個人獎 | 最佳華語男歌手獎   |
| 演唱類 – 個人獎 | 最佳華語女歌手獎   |
| 演唱類 – 個人獎 | 最佳台語男歌手獎   |
| 演唱類 – 個人獎 | 最佳台語女歌手獎   |
| 演唱類 – 個人獎 | 最佳客語歌手獎     |
| 演唱類 – 個人獎 | 最佳原住民語歌手獎 |
| 演唱類 – 個人獎 | 最佳樂團獎         |
| 演唱類 – 個人獎 | 最佳演唱組合獎     |
| 演唱類 – 個人獎 | 最佳新人獎         |
| 演奏類 – 出版獎 | 最佳專輯獎         |
| 演奏類 – 個人獎 | 最佳專輯製作人獎   |
| 演奏類 – 個人獎 | 最佳作曲人獎       |
| 技術類 – 出版獎 | 最佳演唱錄音專輯獎 |
| 技術類 – 出版獎 | 最佳演奏錄音專輯獎 |
| 技術類 – 出版獎 | 最佳MV獎           |
| 技術類 – 個人獎 | 最佳裝幀設計獎     |
| 特別獎          | 評審團獎           |
| 特別獎          | 特別貢獻獎         |

## 歷屆概況

### 金曲獎
| 屆次                       | 頒獎日期                             | 獎項數 | 評審團主席 | 主持人               | 主持人                      | 舉辦地點             | 轉播單位 |
| 屆次                       | 頒獎日期                             | 獎項數 | 評審團主席 | 星光大道             | 頒獎典禮                    | 舉辦地點             | 轉播單位 |
| -------------------------- | ------------------------------------ | ------ | ---------- | -------------------- | --------------------------- | -------------------- | -------- |
| 1                          | 1990年1月6日                         | 11     |            |                      | 崔苔菁                      | 臺北市國父紀念館     | 華視     |
| 2                          | 1990年10月27日                       | 13     |            |                      | 趙樹海 楊海薇               | 臺北市國父紀念館     | 台視     |
| 3                          | 1991年11月9日                        | 18     |            |                      | 巴戈 崔麗心                 | 臺北市國父紀念館     | 中視     |
| 4                          | 1992年11月21日                       | 18     |            |                      | 曹启泰 杜雯                 | 臺北市國父紀念館     | 華視     |
| 5                          | 1993年11月20日                       | 18     |            |                      | 趙寧 曾慶瑜                 | 臺北市國父紀念館     | 台視     |
| 6                          | 1994年11月26日                       | 18     |            |                      | 巴戈 藍心湄                 | 臺北市國父紀念館     | 中視     |
| 7                          | 1996年6月8日                         | 18     |            |                      | 蔡琴 鍾鎮濤                 | 臺北市國父紀念館     | 華視     |
| 1996年合併金鼎獎唱片獎項   |                                      |        |            |                      |                             |                      |          |
| 8                          | 1997年5月3日                         | 29     |            |                      | 無                          | 台北國際會議中心     | 台視     |
| 9                          | 1998年5月29日                        | 23     |            | 黃子佼 董至成 吳宗憲 | 張小燕 陶晶瑩               | 臺北市國父紀念館     | TVBS-G   |
| 10                         | 1999年4月30日                        | 23     |            | 黃子佼 卜學亮        | 張小燕 陶晶瑩               | 臺北市國父紀念館     | TVBS-G   |
| 11                         | 2000年4月28日                        | 25     | 彭廣林     | 曾寶儀 柳翰雅        | 張小燕 陶晶瑩               | 臺北市國父紀念館     | TVBS-G   |
| 12                         | 2001年5月5日                         | 25     | 李坤城     | 李明依 季芹          | 方芳芳 澎恰恰 許效舜 吳宗憲 | 高雄市立中正文化中心 | 東森電視 |
| 13                         | 2002年5月4日                         | 25     | 紐大可     | 陳建州 路嘉怡        | 張小燕 陶晶瑩 卜學亮        | 高雄市立中正文化中心 | 東風衛視 |
| 14                         | 2003年8月2日 （因SARS疫情延期）      | 28     | 李坤城     | 陳建州 路嘉怡        | 陶晶瑩                      | 臺灣大學綜合體育館   | 東風衛視 |
| 15                         | 2004年5月8日                         | 28     | 劉亞文     | 陳建州 Linda         | 陶晶瑩                      | 臺北市國父紀念館     | 東風衛視 |
| 16                         | 2005年5月28日                        | 34     | 李岳奇     | 陳建州 眭澔平        | 陶晶瑩 侯佩岑 林志玲        | 高雄市立中正文化中心 | 東風衛視 |
| 17                         | 2006年6月10日                        | 32     | 劉亞文     | 楊千霈 歐漢聲        | 陶晶瑩 徐熙娣               | 臺北小巨蛋           | 東風衛視 |
| 2007年起傳藝金曲獎分開頒獎 |                                      |        |            |                      |                             |                      |          |
| 18                         | 2007年6月16日                        | 26     | 劉亞文     | 季芹 Linda           | 陶晶瑩 侯佩岑               | 臺北小巨蛋           | 東風衛視 |
| 19                         | 2008年7月5日                         | 25     | 林家慶     | Dennis 黃秀娟        | 陶晶瑩 侯佩岑 徐熙媛 徐熙娣 | 臺北小巨蛋           | 東風衛視 |
| 20                         | 2009年6月27日                        | 25     | 陳樂融     | Dennis 黃秀娟        | 陶晶瑩 侯佩岑               | 臺北小巨蛋           | 東風衛視 |
| 21                         | 2010年6月26日                        | 26     | 殷正洋     | 梁赫群 路嘉怡        | 庾澄慶 徐熙娣               | 臺北小巨蛋           | 台視     |
| 22                         | 2011年6月18日                        | 26     | 黃舒駿     | Dennis 楊千霈        | 吳宗憲 侯佩岑               | 臺北小巨蛋           | 台視     |
| 23                         | 2012年6月23日                        | 26     | 李岳奇     | Dennis 楊千霈        | 黃子佼 天心                 | 臺北小巨蛋           | 台視     |
| 24                         | 2013年7月6日                         | 26     | 倪重華     | 楊千霈 自由發揮      | 陶晶瑩                      | 臺北小巨蛋           | 三立電視 |
| 25                         | 2014年6月28日                        | 26     | 倪重華     | Dennis 楊千霈        | 庾澄慶                      | 臺北小巨蛋           | 台視     |
| 26                         | 2015年6月27日                        | 28     | 伍思凱     | Dennis 楊千霈        | 庾澄慶                      | 臺北小巨蛋           | 台視     |
| 27                         | 2016年6月25日                        | 28     | 周建輝     | Dennis Lulu          | 黃子佼                      | 臺北小巨蛋           | 台視     |
| 28                         | 2017年6月24日                        | 29     | 黃韻玲     | Dennis Lulu          | 黃子佼                      | 臺北小巨蛋           | 台視     |
| 29                         | 2018年6月23日                        | 29     | 陳子鴻     | Dennis Lulu          | 蕭敬騰                      | 臺北小巨蛋           | 台視     |
| 30                         | 2019年6月29日                        | 29     | 陳珊妮     | Dennis 吳瑪麗        | 黃路梓茵                    | 臺北小巨蛋           | 台視     |
| 31                         | 2020年10月3日 （因COVID-19疫情延期） | 29     | 陳鎮川     | 吳瑪麗 蔡旻佑        | 魏如萱                      | 臺北流行音樂中心     | 台視     |
| 32                         | 2021年8月21日 （因COVID-19疫情延期） | 29     | 鍾成虎     | 鼓鼓 吳瑪麗          | 黃路梓茵                    | 臺北流行音樂中心     | 台視     |
| 33                         | 2022年7月2日                         | 29     | 阿弟仔     | 黃宣 陳明珠          | 羅時豐                      | 高雄巨蛋             | 台視     |
| 34                         | 2023年7月1日                         | 29     | 陳建騏     | 陳明珠 黃偉晉        | 韋禮安                      | 臺北小巨蛋           | 台視     |
| 35                         | 2024年6月29日                        | 29     | 陳子鴻     | 陳明珠 黃偉晉        | 黃路梓茵                    | 臺北小巨蛋           | 台視     |
| 36                         | 2025年6月28日                        | 29     | 丁曉雯     | 陳明珠 黃偉晉        | 無                          | 臺北小巨蛋           | 台視     |

## 爭議事件

### 評審制度
金曲獎採取的評審團制度自第一屆起就出現有疏離市場的批評。對於評審團的評判觀點和標準常常成為業界和媒體的爭論焦點。除了最為人知的第14屆金曲獎最佳台語男演唱人獎「從缺」事件爭議之外，《自由時報》記者曾特稿表示金曲獎與市場脫節，偶像派或主流歌手的作品多半不能入圍；也有媒體指出舞曲和嘻哈等快歌類型的作品在金曲獎也常受到忽視。對此主辦方認為金曲獎應具有前瞻性，並應肯定具有藝術價值的作品，所以評判結果不全然反映市場商業導向。行政院新聞局曾考慮將金曲獎的評審工作委託民間單位主辦，但業者及相關團體則認為由民間單位主辦易遭懷疑立場。新聞局也曾參考美國葛萊美獎和全美音樂獎等不同頒獎典禮的評判方式，但仍以檢討改進現行評審團制度優先，而改善方式包括放寬評審委員的遴聘範圍，邀請學者、樂評、媒體記者、廣播主持等擔任評審，擴大評審團規模，並於評判過程中加入多項防弊措施。現行制度仍不時遭受批評，並有參考葛萊美獎而改採用從業人員票選的建議。

### 獎項劃分
金曲獎的獎項劃分幾次調整，其中流行音樂類獎項的劃分常常引發各界討論，特別是對於獎項按照演唱歌曲的語言劃分的方式存在意見分歧。金曲獎獲獎者林生祥表示獎項應按音樂類型劃分而不應按語言劃分，並於第18屆金曲獎頒獎典禮上兩度拒領獎座以表示訴求。不過也存在持保留少數語言獎項的意見，主辦方則採取漸進方式，朝以按音樂類型劃分的目標邁進。行政院新聞局於2010年舉辦金音創作獎，並按音樂類型設立搖滾、民謠、嘻哈和電音四類獎項，之後再增設爵士、節奏藍調和其它特定音樂類型的獎項，以鼓勵臺灣音樂創作。然而，在第5屆金音創作獎中大象體操以單曲〈身體〉入圍「最佳爵士單曲獎」等爭議事件，也逐漸體現當代專輯作品有多元曲風時，難以準確將作品依曲風類型分類。2017年，金曲獎新增年度專輯獎，不拘語言、類型之各類演唱專輯皆可報名。至於之前金曲獎增設特定音樂類型獎項的建議，例如增設舞曲類獎項，被質疑競爭者較少，迄今為止，主辦方因業界無共識而未作調整。

### 烏龍事件
金曲獎歷史上曾有兩次頒錯獎的烏龍事件。在2005年舉行的第16屆金曲獎典禮上，負責與周杰倫一起頒發最佳國語男演唱人獎的莫文蔚因發音問題，將獲獎者黃立行讀成「王」立行，令王力宏聽畢第一個字誤以為自己獲獎，隨後得知情況的王力宏尷尬下台。
在2023年舉行的第34屆金曲獎典禮上，負責頒發最佳單曲製作人獎的艾怡良誤把在得獎信件中簽名的評審團主席陳建騏當成得獎人，之後在司儀的引導下將獎頒給了與陳建騏有一字之差的陳建瑋。直至陳建瑋發表獲獎感言到一半，艾怡良才跑回台前糾正得獎者是嘟嘟和周已敦，並當即向陳建瑋道歉。

## 評價
2017年，國際權威音樂雜誌告示牌（Billboard）在「No Party for Cao Dong Wins Big at 2017 Golden Melody Awards」一文中，讚許金曲獎長期被認為是大中華區的葛萊美獎，文中引述新加坡音樂人許環良的說法，稱金曲獎是華語區域唯一具公信力的獎項。英國路透社注意到金曲獎不僅頒發給華語歌手，還頒發給台語、客語、原住民語演唱的音樂人，認為這體現出台灣政府積極推廣華語以外的語言。

## 外部連結
- 文化部影視及流行音樂產業局-金曲獎 （页面存档备份，存于）
- 金曲獎官網
- 金曲GMA的Facebook專頁
- 金曲GMA的Instagram帳戶
- 金曲GMA的X（前Twitter）
- YouTube上的金曲獎頒獎典禮暨國際音樂節頻道